# Sundarbans
Sundarbans (lepa šuma) je najveća šuma mangrove na Zemlji. Nacionalni park se pruža s obe strane granice između Bangladeša. Ovo područje od oko 6.000 km² nalazi se na vrlo razgranatom i teško pristupačnom prostoru delte Ganga i Bramaputre. Područje je ekosistem bogate faune i flore, među kojima su prisutne i endemske vrste. Tu živi i bengalski tigar kao vrlo ugrožena životinja.
UNESCO je Sundarbans uvrstio na listu Svetske baštine i to posebno deo područja koje se nalazi u Bengladešu 1997. godine, a deset godina kasnije i deo područja koji se nalazi u Bengladešu.

## Ekološki značaj
Sundarbans predstavlja prirodnu zaštitu za kopneno zaleđe od tropskih oluja koje redovno dolaze s juga iz Bengalskog zaliva.
Šume mangrove Sundarbansa smatraju se zadnjim područjem na kojem još žive bengalski tigrovi u prirodi. Pored toga, ovde žive brojne vrste ptica, riba i pitona, ali i krokodili i divlje svinje. Pored toga, ovde rastu i mnoge retke biljke.
Klimatske promjene, porast nivoa mora, povećanje saliniteta slatkovodnih područja, zagađivanje naftom i uljima iz obližnje luke Mongla kao i nedozvoljen lov i ilegalna seča šuma ozbiljno ugrožavaju opstanak Sundarbansa

## Spoljašnje veze
- Projekt izučavanja tigrova u Sundarbansu
- Sundarbanske mangrove (World Wildlife Fund)
- Službena stranica UNESCO-a